# Yên Tâm
Yên Tâm là một xã thuộc huyện Yên Định, tỉnh Thanh Hóa, Việt Nam.
Xã Yên Tâm có diện tích 8,58 km², dân số năm 1999 là 4140 người, mật độ dân số đạt 483 người/km².